# Cypripedium calceolus
Cypripedium calceolus é uma espécie de orquídea terrestre, família Orchidaceae, que habita da Europa ao Japão.